# Comatulides decumatilos
Comatulides decumatilos är en sjöliljeart som beskrevs av McKnight 1977a. Comatulides decumatilos ingår i släktet Comatulides och familjen Comasteridae. Inga underarter finns listade i Catalogue of Life.